# Маршановка (Росія)
Марша́новка (рос. Маршановка, башк. Маршановка) — присілок у складі Стерлітамацького району Башкортостану, Росія. Входить до складу Рязановської сільської ради.
Населення — 83 особи (2010; 42 в 2002).
Національний склад:
- росіяни — 98%